# ホヤ・デ・セレン
ホヤ・デ・セレン (スペイン語: Joya de Cerén) は、エルサルバドルのラ・リベルタ県で1976年に発見された考古遺跡である。火山灰層に埋もれる形で先コロンブス期のマヤ農耕民の集落がほぼそのまま保存されていたことから、「メソアメリカのポンペイ」とも呼ばれる遺跡で、1993年にUNESCOの世界遺産リストに登録された。エルサルバドル初の世界遺産であり、2019年の第43回世界遺産委員会終了時点で同国唯一の世界遺産でもある。
遺跡名のホヤ・デ・セレンはスペイン語で「セレンの宝石」を意味し、その遺跡の価値の高さから命名された。

## 遺跡の形成
セレンはマヤ文化圏の南東端に当たっていた。この地域では、紀元前1200年頃に農業を営む小さな集落が成立していたが、西暦200年頃にイロパンゴ山がたびたび噴火し、現在のエルサルバドル中西部にあたる一帯を溶岩と火山灰とで荒廃させたため、誰も住まない土地となった。400年頃に再び人々が住むようになり、6世紀になるとセレンの村落が築かれたと考えられている。
しかし、590年頃に、 別の近隣の火山であるロマ・カルデーラ山が噴火し、村落は14層の火山灰に埋もれてしまった。村民たちは避難することができたので巻き込まれた遺骸などは見つかっていないが、慌しい避難だったらしく、日用道具類、陶磁器類、家具、果ては食べかけの食事などまでが後に残された。比較的低い温度の火山灰が、わずか数時間のうちに4mから8mの厚い層をなして村落をすっぽりと包み込んだおかげで、遺跡の保存状態はかなり良好なものとなったのである。

## 発見と研究
遺跡は1976年に、サン・フアン・オピコ近郊に小麦用のサイロを建設するという政府の農業計画に基づいて一帯を平らにならす作業中に、ブルドーザーの運転手が偶然に発見した。1978年と1980年にはコロラド大学ボルダー校の考古学教授だったペイソン・シーツによる最初の本格的調査が行われた。その後のエルサルバドル内戦によって調査は中断を余儀なくされたが、1989年に発掘が再開され、それ以降継続されている。火山灰からは日干しレンガの建物17棟が出土し、貯蔵室、台所、居住区画、作業場などが見つかっている。ほかに共用の施設としては共同浴場や大集会場、さらに宗教的機能を持っていたと推測されているピラミッド状の建造物もある。
遺跡からは古民族植物学的な遺物の数々も発見されている。すみやかに降り積もったロマ・カルデラの火山灰は比較的低温・湿潤であったため、植物に関する痕跡を多く手に入れることができたのである。わけても重要なのがキャッサバ畑の発見で、新世界の考古遺跡で発見された現存最古のキャッサバ耕作地である。キャッサバは分解して長く経っていたものの、研究者たちは灰の中に空いた空洞を満たす形で石膏の型を作り出した。セレンの農夫たちは噴火するまさに直前にキャッサバを植えたのである。ほかにも、トウモロコシ畑については、収穫期と生育期のトウモロコシが植わっていたことが明らかになっているし、エネケン、赤インゲンマメ、グアバ、カカオ、チリトウガラシなども見つかっている。

### ギャラリー

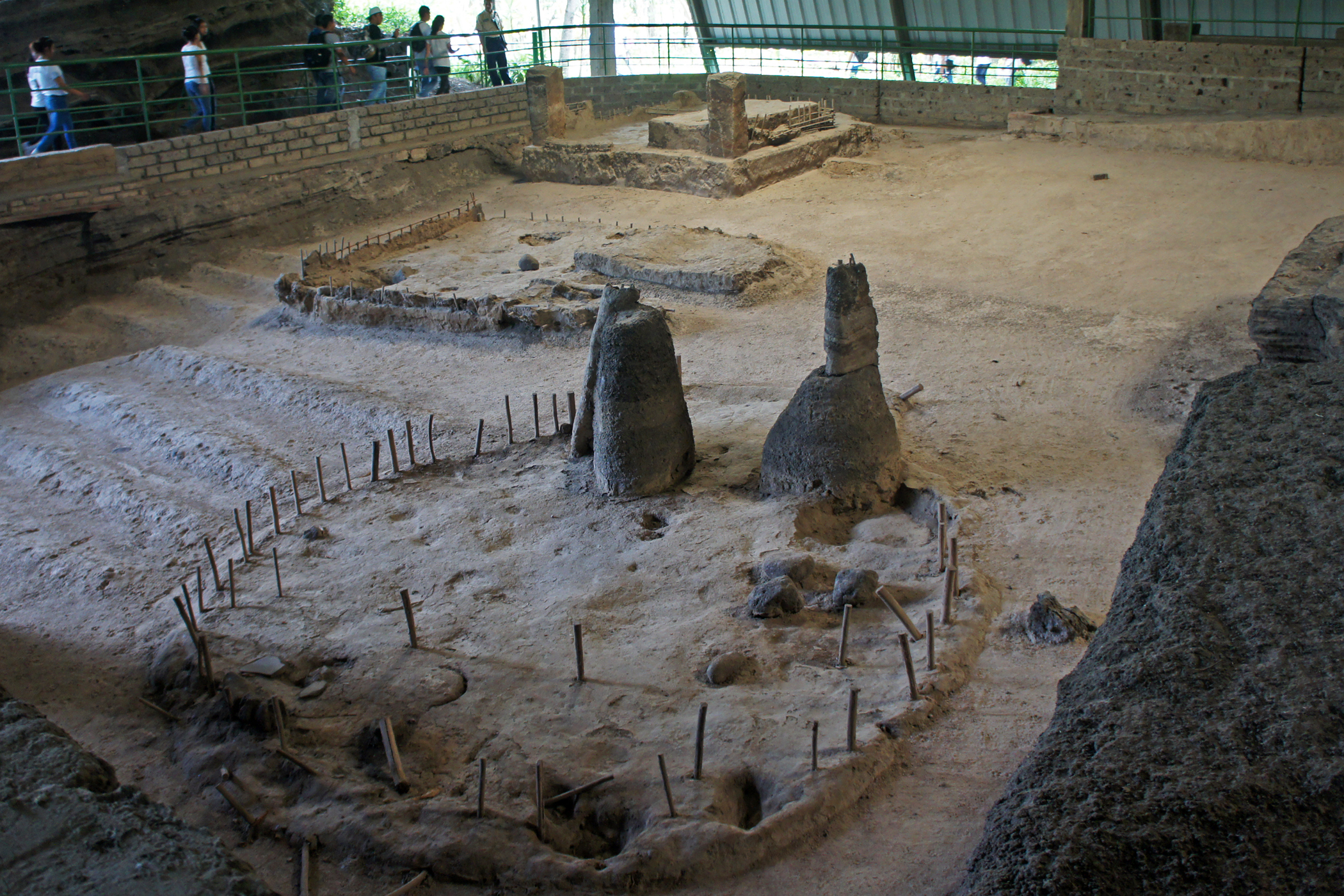
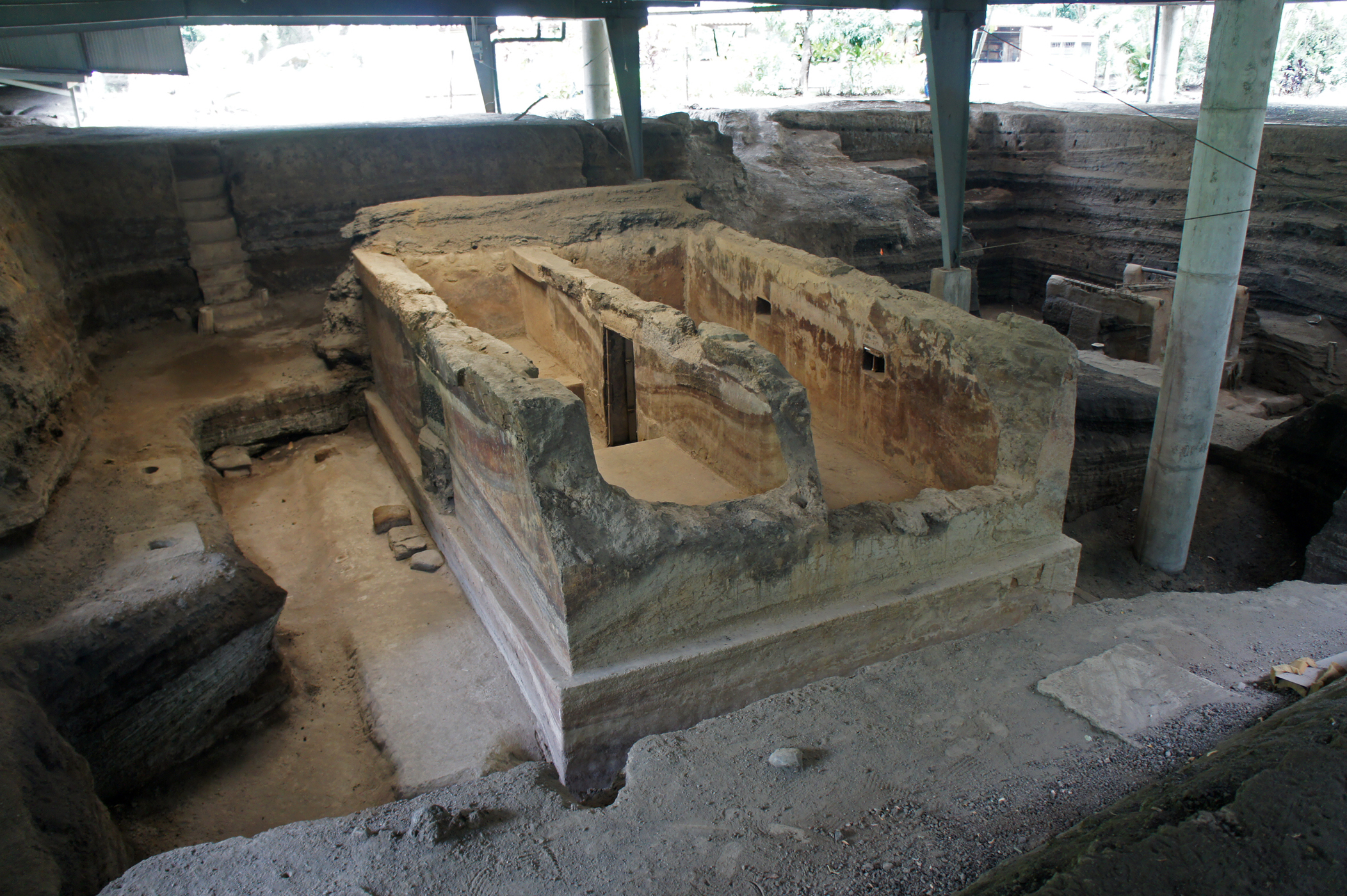
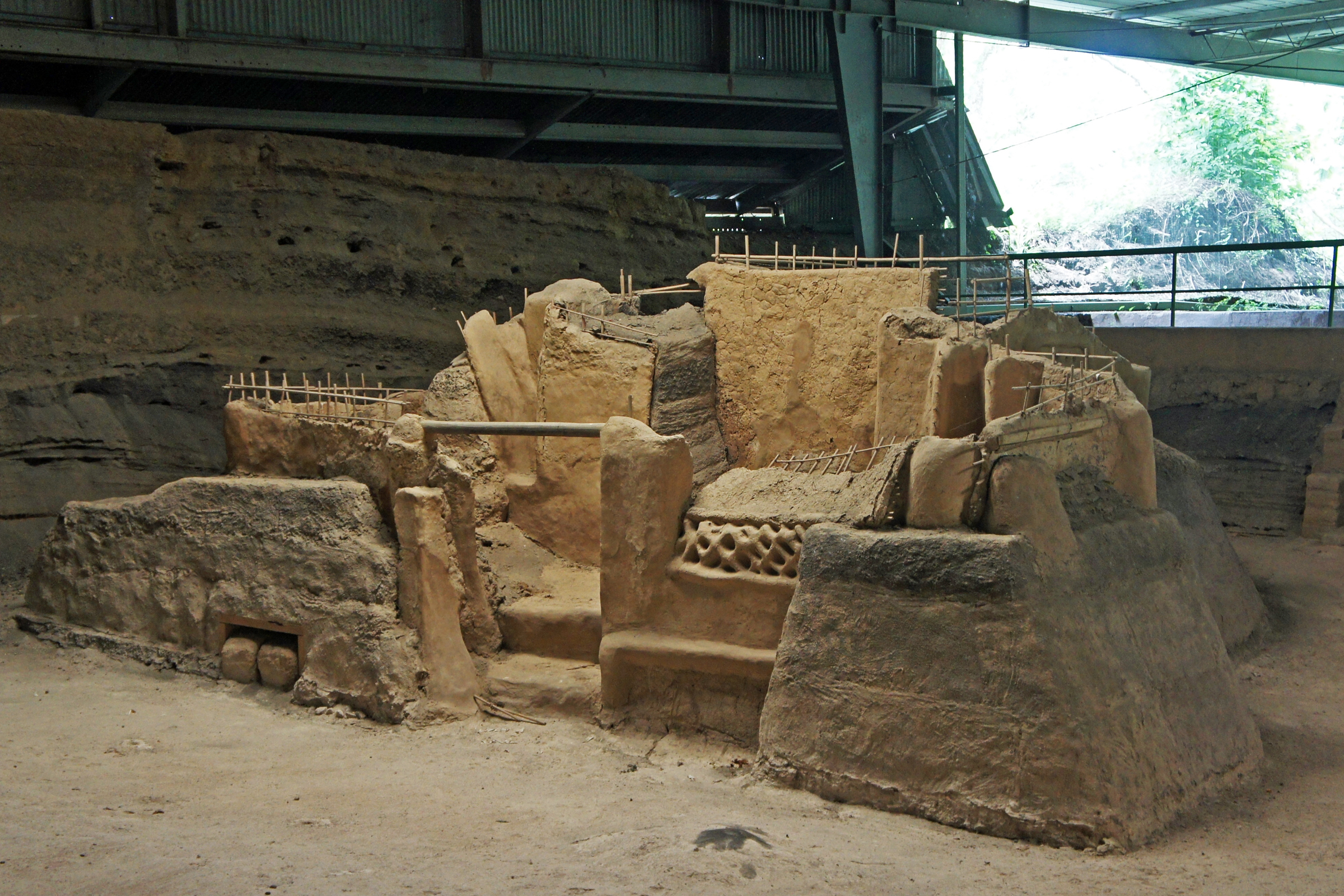
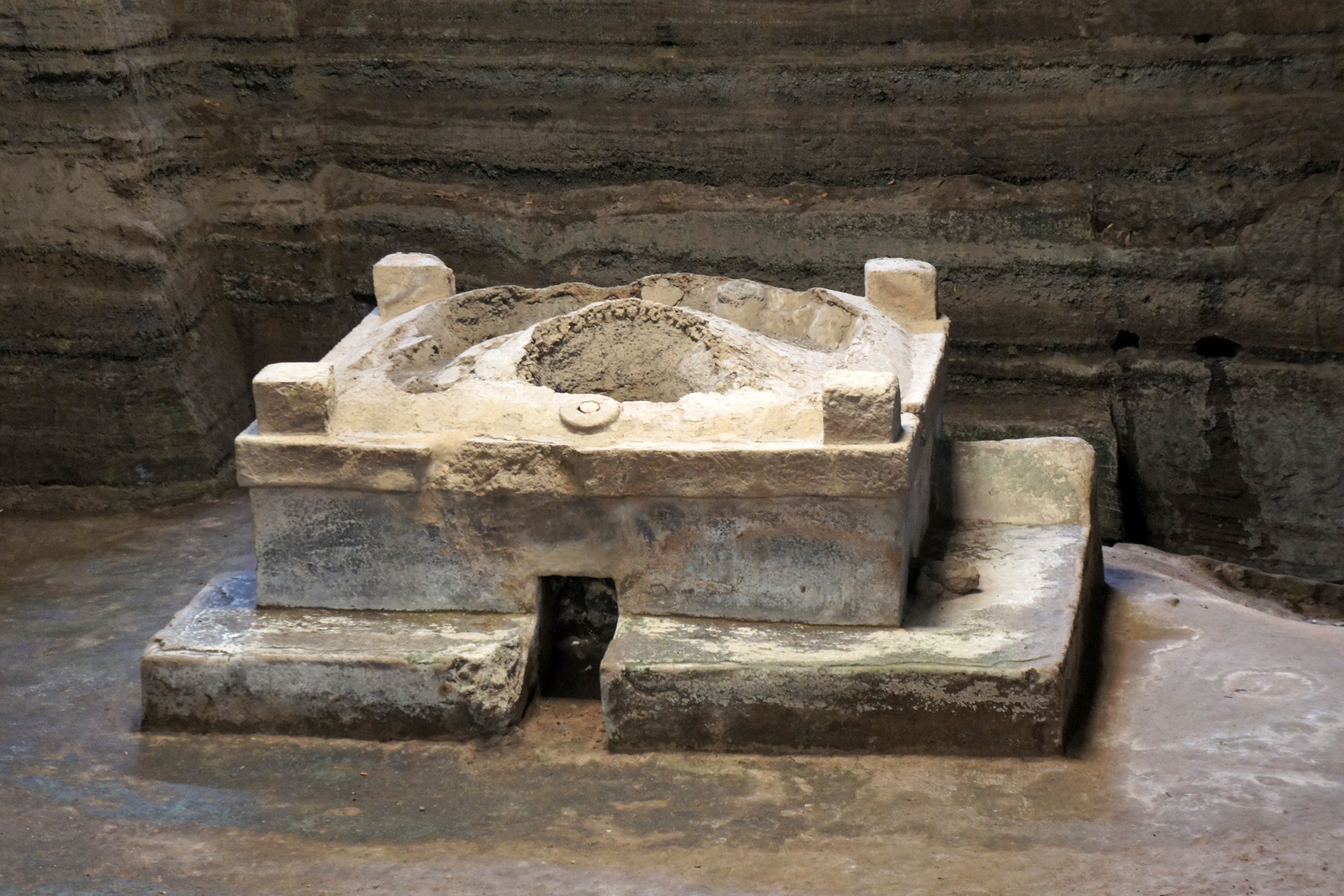
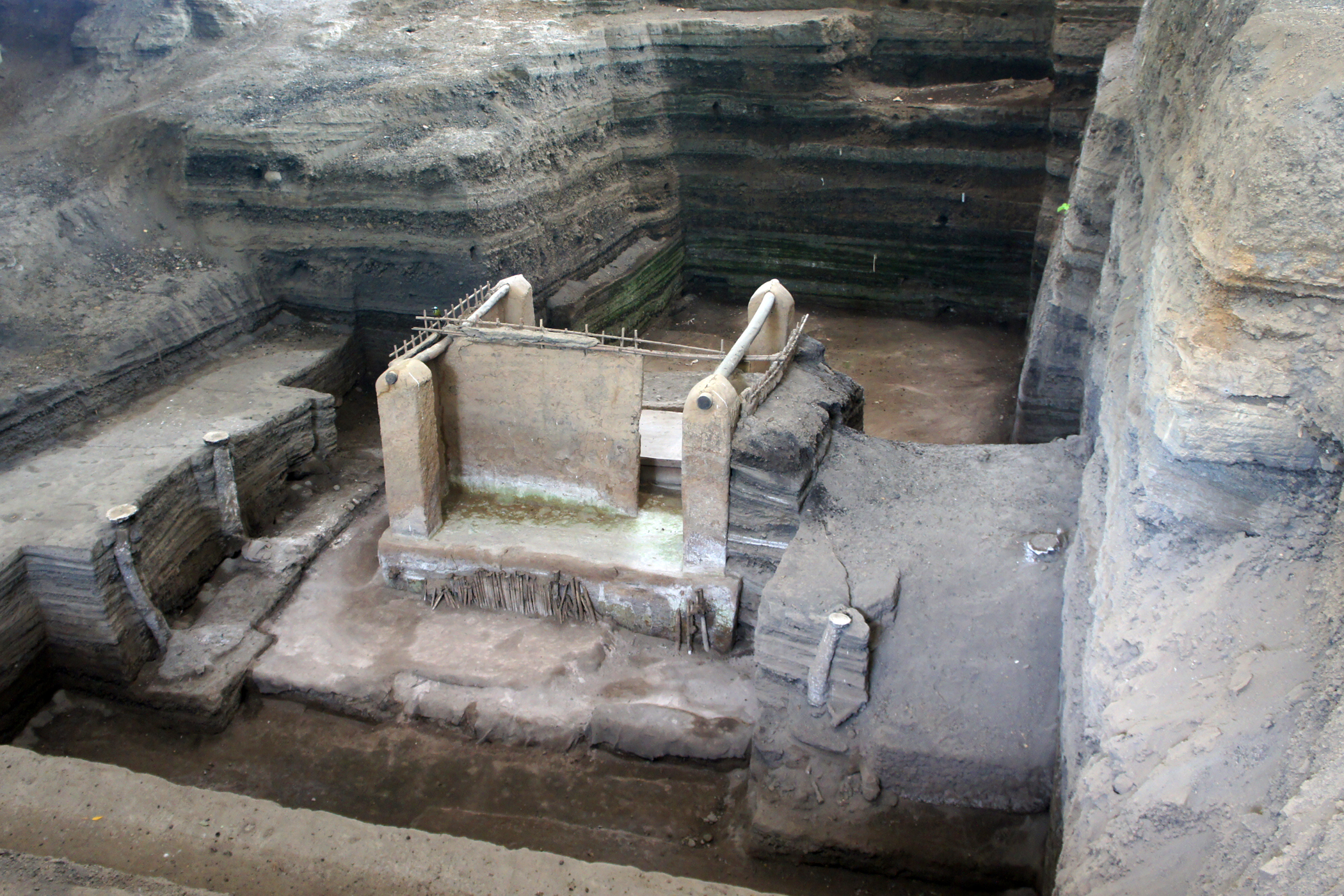
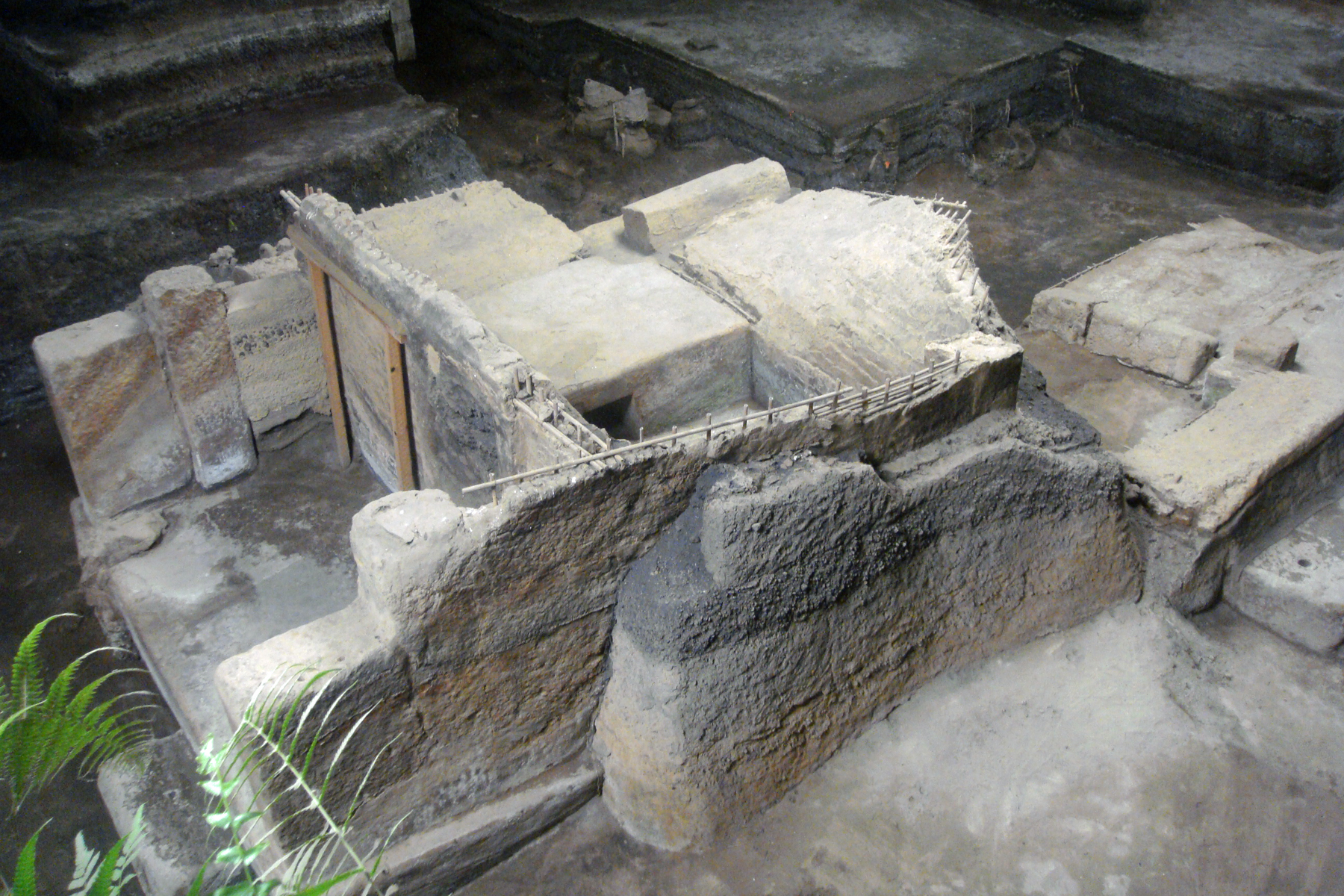

## 世界遺産
エルサルバドル政府は1989年にホヤ・デ・セレンを国定史跡 (National Monument) に指定した。そして、世界遺産条約を1991年に締約すると、世界遺産基金から15,000USDの助成を受けて推薦書を準備し、ホヤ・デ・セレンを翌年10月に正式に推薦した。世界遺産委員会の諮問機関である国際記念物遺跡会議(ICOMOS) は、他のメソアメリカの遺跡群と比較しても、日常生活の様子がそのまま保存されている例はほかにないとして、1993年に「登録」を勧告し、その年の世界遺産委員会で正式に登録が決まった。

### 登録名
世界遺産としての正式登録名は、Joya de Cerén Archaeological Site （英語）、Site archéologique de Joya de Cerén （フランス語）である。その日本語訳は資料によって若干の違いがある。
- ホヤ・デ・セレンの考古遺跡 - 世界遺産アカデミーほか[25][26][27]
- ホヤ・デ・セレン考古遺跡 - 長谷川悦夫[28]
- ホヤ・デ・セレンの考古学遺跡 - 古田陽久・古田真美[29]
- ホヤ・デ・セレンの古代遺跡 - 日本ユネスコ協会連盟[30]
- ホヤ・デ・セレン遺跡 - 『ビジュアルワイド世界遺産』ほか[31][32]
- ホヤ・デ・セレン遺跡地区 - 『21世紀世界遺産の旅』[33]

### 登録基準
ICOMOSは基準 (3) のみでの登録を勧告していたが、世界遺産委員会の決議では基準 (4) の適用も認められた。その結果、この世界遺産は世界遺産登録基準のうち、以下の条件を満たし、登録された（以下の基準は世界遺産センター公表の登録基準からの翻訳、引用である）。
- (3) 現存するまたは消滅した文化的伝統または文明の、唯一のまたは少なくとも稀な証拠。
  - ICOMOSはこの適用理由について「ホヤ・デ・セレンは、6世紀メソアメリカにおける農耕集落の日常生活をうかがい知るための証拠が揃っているという長所によって突出しており、この文化圏における類例が存在しない」と説明した[23]。

- (4) 人類の歴史上重要な時代を例証する建築様式、建築物群、技術の集積または景観の優れた例。
  - 世界遺産委員会の決議集では、この基準の適用理由について明記されていない[24]。

## 保存
1990年代初頭には一般公開は行われておらず、監視下で許可された者だけが訪問できた。しかし、1990年代後半になると、一部の建物の日干しレンガを特殊な樹脂で覆い、屋根を設置するなどして一般向けに公開した博物館が設置された。
1994年から2011年までに計7回、保全・管理活動なども含む諸活動に対し、世界遺産基金から総額170,500USDの助成を受けている。